# Side A (EP)
Side A es el segundo EP de la fallecida cantante estadounidense Christina Grimmie. El álbum se liberó para descarga digital el 21 de febrero de 2016. Las copias físicas del álbum fueron vendidas en las presentaciones y espectáculos de la gira de Grimmie. El EP se lanzó independientemente y debutó en el número 25 en la lista Independents Albums de Billboard en los EE. UU.. Esta es su antepenúltima producción antes de su muerte el 10 de junio de 2016.

## Lista de canciones
| N.º | Título          | Duración |  |
| 1.  | «Snow White»    | 3:40     |  |
| 2.  | «Anybody's You» | 3:42     |  |
| 3.  | «Deception»     | 3:17     |  |
| 4.  | «Without Him»   | 3:55     |  |

## Posicionamiento
| Lista (2016)                          | Posición más alta |
| ------------------------------------- | ----------------- |
| New Zealand Heatseekers Albums (RMNZ) | 10                |
| Estados Unidos (Billboard 200)        | 171               |
| Estados Unidos (Independent Albums)   | 25                |

## Historia de lanzamiento
| Región         | Fecha                 | Formato          |
| -------------- | --------------------- | ---------------- |
| Estados Unidos | 21 de febrero de 2016 | Descarga digital |